# Duello mortale
Duello mortale (Man Hunt) è un film del 1941 diretto da Fritz Lang.
È il primo dei film antinazisti realizzati da Lang durante la seconda guerra mondiale. Gli altri saranno Anche i boia muoiono del 1943, Il prigioniero del terrore del 1944, Maschere e pugnali del 1946.

## Trama
Il capitano Alan Thorndike, tiratore scelto e celebre cacciatore, si reca segretamente in Germania per tentare di uccidere Hitler. Thorndike viene scoperto, catturato e torturato dalla Gestapo.
Il maggiore tedesco Quive-Smith propone a Thorndike di avere salva la vita e la libertà, in cambio l'inglese dovrà solo firmare una dichiarazione in cui confessa di essere stato incaricato di uccidere il Fuhrer dal governo britannico. Thorndike si rifiuta e, grazie a una rocambolesca fuga, riesce a tornare a Londra, clandestino su una nave mercantile nascosto da un giovane mozzo.
A Londra Quive-Smith e alcuni agenti nazisti aspettano Thorndike per braccarlo e costringerlo a firmare la confessione. Grazie all'aiuto di Jenny Stokes, una prostituta conosciuta per caso, Thornidike riesce a sfuggire a vari tentativi di incastrarlo.
Gli agenti tedeschi estorcono a Jenny le informazioni per rintracciare il fuggitivo. Quive-Smith riesce a scovare Thorndike nel suo nascondiglio, e gli rivela che, per ottenere l'informazione, è stato costretto a uccidere Jenny.
Thorndike colpisce mortalmente il tedesco con una freccia ma questi riesce a ferire l'inglese con un ultimo colpo di pistola sparato prima di spirare. Thorndike viene curato e, una volta ristabilitosi, decide di aggregarsi a una missione di bombardamento sulla Germania.
Arrivati sopra Berlino, Thorndike si lancia con il paracadute e il fucile per portare a compimento la missione che aveva fallito all'inizio della storia.

## Produzione
Twentieth Century Fox Film Corporation. Produttore: Darryl F. Zanuck

### Soggetto
Il soggetto era di Geoffrey Household che lo aveva pubblicato a puntate sulla rivista The Atlantic Monthly e poi condensato in un romanzo Rogue Male (1937).
La casa produttrice del film comprò nel 1940 i diritti del romanzo.

### Sceneggiatura
Il produttore Darryl Zanuck affida la sceneggiatura prima a Jules Furthman, poi a Dudley Nichols. La regia doveva essere in un primo tempo di John Ford, che rifiuta. Il progetto viene allora proposto a Lang che stava ancora girando Western Union e che accetta.

### Cast
Joan Bennett interpreta il personaggio di Jenny, una prostituta londinese. Racconta l'attrice: «Recitavo la parte di una "cockney" e per molte settimane, prima di cominciare le riprese, studiai l'accento dialettale con un artista del music-hall inglese, Queenie Leonard. Fu l'unico film del quale conoscevo a memoria l'intero copione, come a teatro»
George Sanders interpreta Quive-Smith, «...un ruolo cinico e mondano che gli si addice» (Lotte H. Eisner)

### Codice Hays
Per aggirare il Codice Hays Lang fa incontrare Jenny con il protagonista in un portone nel quale ha cercato scampo dai suoi inseguitori, anziché sul marciapiede come prevedeva il copione. Inoltre la produzione mise nell'appartamento della ragazza una macchina da cucire per suggerire un'altra professione.

### Prima
La prima si ebbe a New York il 13 giugno 1941.
In Italia è uscito solo nel 1948.

## Critica

### I personaggi
- Alan Thorndike

Noto esperto cacciatore dilettante sportsman, fratello di un lord, prototipo del britannico amabile, cortese, coraggioso e leale ma anche temerario e imprudente.
«Il significato di rogue (furfante, vagabondo, lupo solitario, malapianta) conferisce al protagonista del film quel particolare aspetto ambiguo che ha sempre attirato Lang. Come la maggior parte degli eroi langhiani, Thorndike imparerà alcune cose su se stesso, sul proprio codice morale e su quello sociale che dovrà accettare o respingere, alternative che hanno ambedue un prezzo»
- Quive-Smith

Ufficiale tedesco con monocolo, elegantissimo, gelido, spietato. È il prototipo del nazista.
- Jenny

«Devo ammettere che tutto il mio cuore andò a questo personaggio interpretato da Joan Bennet, la piccola prostituta che si innamora di Pidgeon, un amore condannato fin dall'inizio» (Lang a Peter Bogdanovich)
- Mr. Jones, la spia

«...una spia fredda come una lama». Segue come un'ombra Thorndike e si scontra con lui in un emozionante inseguimento nella metropolitana.

### Le metafore
- La battuta di caccia

Chi è il cacciatore? Chi è la preda? Lang durante lo svolgimento del film rovescia i termini del rapporto, il cacciatore diventa la preda e cade in una trappola da cui deve fuggire.
- Il gioco degli scacchi

«Gioco strategico per eccellenza dove trionfa chi ha capacità logica e pura intellezione superiori. Ma anche gioco simbolico che oppone i bianchi e i neri, come la luce alle tenebre». È in atto un duello mortale fra “bene e male, democrazia e dittatura nazista, Thorndike e Quive-Smith, e l'insistente presenza del gioco degli scacchi nella scena dell'interrogatorio ne è il simbolo.
- Il bianco e il nero

Il contrasto bianco e nero è presente nella scacchiera, nei chiaroscuri (ombre trafitte da sprazzi di luce o viceversa spazi bianchi striati di rigide ombre).
- La spilla a forma di freccia. Amore, vendetta, morte.

All'inizio la freccia-spilla che Thorndike regala a Jenny è un segno del tenero sentimento che sta nascendo fra i due (reminiscenza del mito greco e delle frecce del dio Cupido): «In fondo quella freccia ti assomiglia. Anche tu sei fiera e splendente ed è così che ti ricorderò sempre» (parole di Thorndike a Jenny)
Nel finale la spilla è una prova della morte della ragazza torturata dai nazisti. Nelle mani di Thorndike, che deve salvarsi e vendicarsi, si trasforma in un'arma mortale (reminiscenza dei miti celtici, la freccia con cui Sigfrido uccide il drago). Thorndike improvvisa una primitiva balestra e scaglia la spilla-freccia contro l'odiato Quive-Smith, colpendolo mortalmente.
- La caverna

«La caverna in cui, nelle sequenza finale, è rinchiuso l'eroe non è che un'amplificazione del suo cervello. La caverna è un cranio: il luogo dove la cosa viene concepita, la cosa viene architettata. Thorndike sta per subire lo scaccomatto dell'intelligenza logica superiore del suo avversario: a questo punto decide di cambiare gioco, registro e armi. La forza e l'astuzia derivano da un contatto profondo con la terra, al di sotto del suolo, dentro al suolo».
Il simbolo delle grotte e dei sotterranei è presente in molti film di Lang (dai precedenti Die spinnen, I Nibelunghi, Metropolis ai successivi Moonfleet, La tigre di Eschnapur e Il sepolcro indiano).
- L'occhio-sguardo

Un'inquadratura mostra Thorndike dall'interno della caverna osservare l'avversario Quive-Smith che lo attende con il revolver in mano. Lo spettatore guarda in soggettiva, insieme a lui, attraverso la presa d'aria rotonda: al centro di essa il volto del nemico assume la forma di una pupilla: «Iscritta al centro del globo oculare la testa di Quive-Smith è già colpita, già condannata, già trapassata da uno sguardo sagittale. Si pensa certo, ulteriore rima, al mirino del fucile nella scena di esordio. Stavolta il colpo partirà davvero».
- Il cerchio

«...dal mirino alla presa d'aria; il tunnel perfettamente circolare della metropolitana, l'oblò del piroscafo e il buco a grandezza d'uomo che si apre nella cisterna della salvezza.»